# Leptomyrmex
Leptomyrmex (altgr. λεπτός leptós „dünn“ und μύρμηξ múrmex, myrmex „Ameise“) ist eine Gattung der Ameisen (Formicidae) aus der Unterfamilie der Drüsenameisen (Dolichoderinae).

## Merkmale
Vertreter dieser Gattung sind recht groß und haben lange Beine, weshalb sie auf Englisch auch „Spider Ants“ genannt werden. Der schmale Körper ist gewöhnlich deutlich schwarz oder rötlich-gelb gefärbt, aber auch zweifarbig schwarz und rötlich. Die Scapi der Antennen sind sehr lang. Weit über die Hälfte des Scapus ragt über die Kopfsilhouette hinaus. Auf der Unterseite des Kopfes ist zentral eine halbrunde Einkerbung unterhalb der Mandibeln zu finden.  Die Mandibeln tragen 7 bis 15 Zähne und weitere 5 bis 12 kleine Zähnchen. In dieser Gattung sind ergatomorphe Königinnen die Regel. Diese sind ungeflügelt und unterscheiden sich von den Arbeiterinnen nur durch ihre größere Gesamtlänge und einer größeren Gaster. Nur bei zwei Arten wird die Fortpflanzung von gynomorphen Königinnen übernommen. Ähnlich wie Crematogaster (Myrmicinae) biegen die Tiere ihre Gaster über das Mesosoma, um Wehrsekrete nach vorne zu verspritzen.

### Ähnliche Gattungen
Wegen ihrer Größe und der spinnenartigen Beinen sind die Arten der Leptomyrmex kaum mit anderen Drüsenameisen zu verwechseln. Kleinere Arten weisen allerdings eine gewisse Ähnlichkeit mit Iridomyrmex auf.

## Verbreitung
Die 17 bekannten Arten und ihre Unterarten sind nur in Australien, Neuguinea und Neukaledonien sowie einigen kleineren Nachbarinseln heimisch. Sie besiedeln feuchte Savannenwälder und Regenwälder, wobei auch mindestens eine Art aus ariden Gebieten bekannt ist. Das Verbreitungsgebiet muss früher sehr viel größer gewesen sein, denn fossile Funde in Mittelamerika sind bekannt.

## Lebensweise
Die Nester befinden sich unterirdisch im offenen Feld oder unter Bäumen. Seltener wird auch Totholz besiedelt. Die Tiere bewegen sich bei der Nahrungssuche an der Erdoberfläche, entweder einzeln oder in kleinen Gruppen, meist zu zweit oder zu dritt. Sie sind sowohl am Tag als auch in der Nacht aktiv. Wenn sie größere Futterquellen entdeckten, dann werden weitere Koloniemitglieder aus dem Nest für den Transport rekrutiert. Einige Arten in trockenen Gebieten haben spezialisierte Arbeiterinnen, sogenannte Repleten, die flüssige Nahrung in ihrem Abdomen speichern (Honigtopfameisen).

## Systematik
Folgende Arten bilden die Gattung Leptomyrmex:
- Leptomyrmex contractus
- Leptomyrmex darlingtoni
- Leptomyrmex erythrocephalus
- Leptomyrmex flavitarsus
- Leptomyrmex fragilis
- Leptomyrmex froggatti
- Leptomyrmex lugubris
- Leptomyrmex mjobergi
- Leptomyrmex neotropicus
- Leptomyrmex niger
- Leptomyrmex nigriventris
- Leptomyrmex pallens
- Leptomyrmex puberulus
- Leptomyrmex unicolor
- Leptomyrmex varians
- Leptomyrmex wheeleri
- Leptomyrmex wiburdi

## Sonstiges
Die Jungtiere der Australischen Gespenstschrecke ähneln mit ihrem schwarzen Körper und roten Kopf dieser Gattung. Dadurch spiegeln sie eine nicht vorhandene Wehrhaftigkeit vor (Batessche Mimikry).